# The Wild, Wild Rose
The wild, wild Rose (cinese tradizionale: 野玫瑰之戀; cinese semplificato: 野玫瑰之恋; pinyin: yě méiguī zhī liàn) è un film del 1960 diretto da Wang Tian-lin.
La trama e le melodie delle canzoni sono riprese dall'opera lirica Carmen, di Georges Bizet.

## Produzione

### Cast
- Yeung Sha Fei Au - Madre di Hanhua
- Grace Chang - Deng Sijia, soprannominata "The Wild, Wild Rose"
- Lei Da - Vecchio Wang
- Liu Enjia - Fatty Lin
- Ma Li - Vecchio Tian
- Ma Xiaonong - Vecchia moglie di Wang
- Shen Yun - Li Meimei
- Su Feng - Wu Suxin
- Tang Di - Marito di Sijia
- Tien Ching - Xiao Liu
- Wang Lai - Xueli
- Zhang Yang - Liang Hanhua